# Gaspéeaffäre

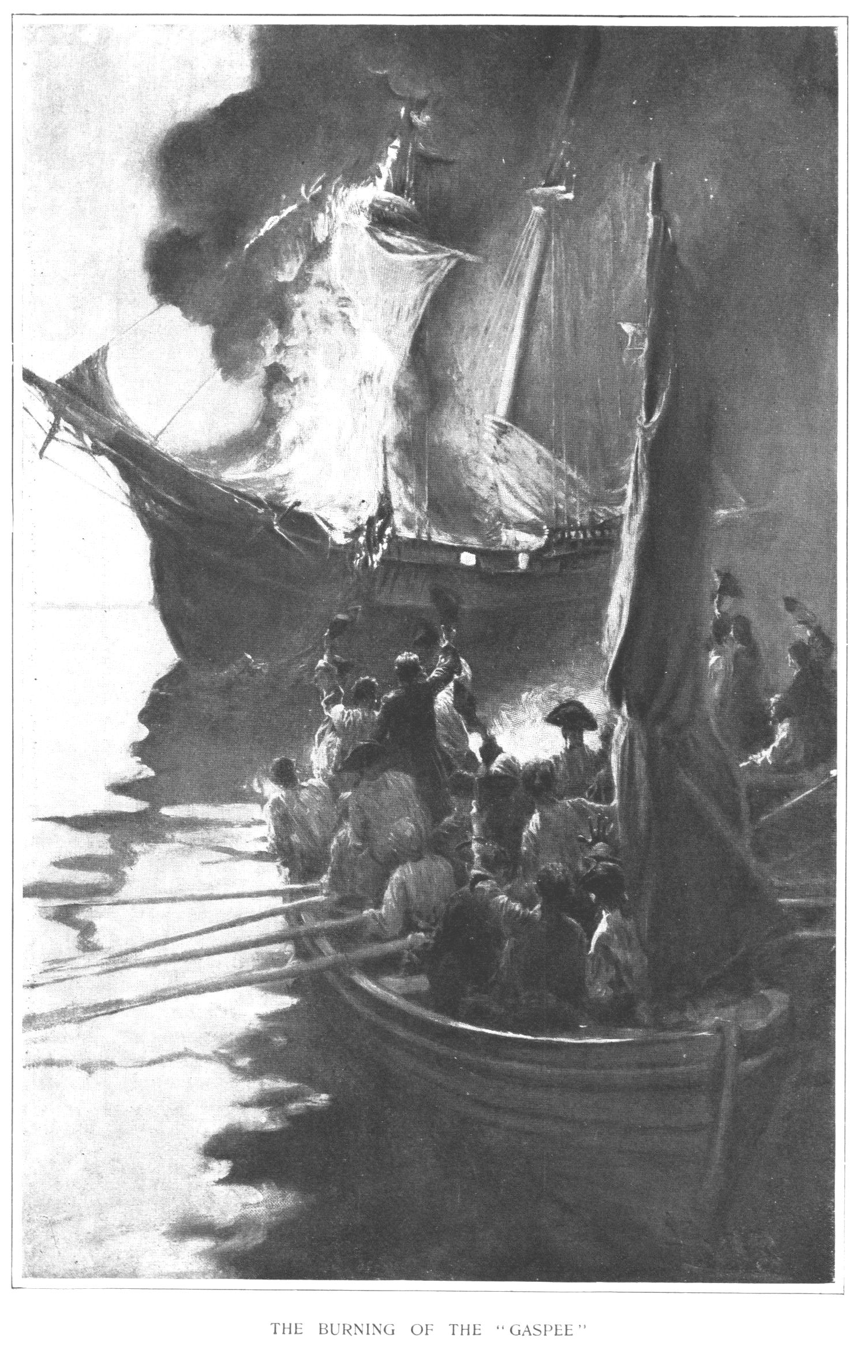
Künstlerische Darstellung der brennenden Gaspee, 1883 in Harper's New Monthly Magazine veröffentlicht

Die Gaspéeaffäre (engl. Gaspée Affair) ereignete sich im Jahr 1772 und stellt ein wichtiges Ereignis zu Beginn der Amerikanischen Revolution dar. 
Der britische Schoner Gaspée wurde dabei von einer Gruppe der Sons of Liberty angegriffen und zerstört. Der mit acht Kanonen bewaffnete Schoner des britischen Zolls unter Führung von William Dudingston hatte Schmuggler verfolgt und lief dabei am 9. Juni 1772 in der Narragansett-Bucht vor Providence auf Grund. Das Schiff wurde von einer Gruppe Unabhängigkeitskämpfer geentert. Die Männer holten die Besatzung gewaltsam von Bord,  Dudingston erlitt Schusswunden an der Leiste und am Arm, und setzten das Schiff in Brand. Die so gedemütigte britische Regierung bestellte eine Kommission aus Juristen und Joseph Wanton, dem Gouverneur von Rhode Island, und setzte eine Belohnung zur Ergreifung der Täter aus. Sie wurden nicht gefasst; die Kommission stellte ihre Arbeit im Juni des folgenden Jahres ein.
An die Geschehnisse wird in Warwick auf Rhode Island mit den Gaspee Days erinnert, bei denen das Inbrandsetzen des Schiffes nachgestellt wird.